# ヴィエノワズリー
ヴィエノワズリー（仏: Viennoiserie）は イースト発酵させたパン生地または様々なペイストリー生地を焼いた菓子パンの総称である。「ウィーンの物」の意。

## 概要
ヴィエノワズリーは、鶏卵やバター、牛乳、クリーム、砂糖などを用い、豊かな味わいや甘さを強調する。しばしば、ヴィエノワズリーの生地は薄く層化（ラミネート）される。ヴィエノワズリーは朝食や菓子として食べられるのが普通である。
1893年にオーストリア人の実業家アウグスト・ツァングがパリに開いたウィーン風パン屋を契機に、フランスにおいてウィーン風の焼き菓子が人気を博すようになった。 「ウィーン風パティスリー」（"pâtisseries viennoises"）という表現が最初に使われたのは、アルフォンス・ドーデが1877年に出版した『ナバブ』（Le Nabab）においてである。

## 種類

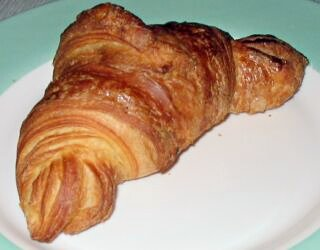
クロワッサン
- ウィーンパン - フランスでpain viennois（ウィーン風のパン）と呼ばれるものと同じである。
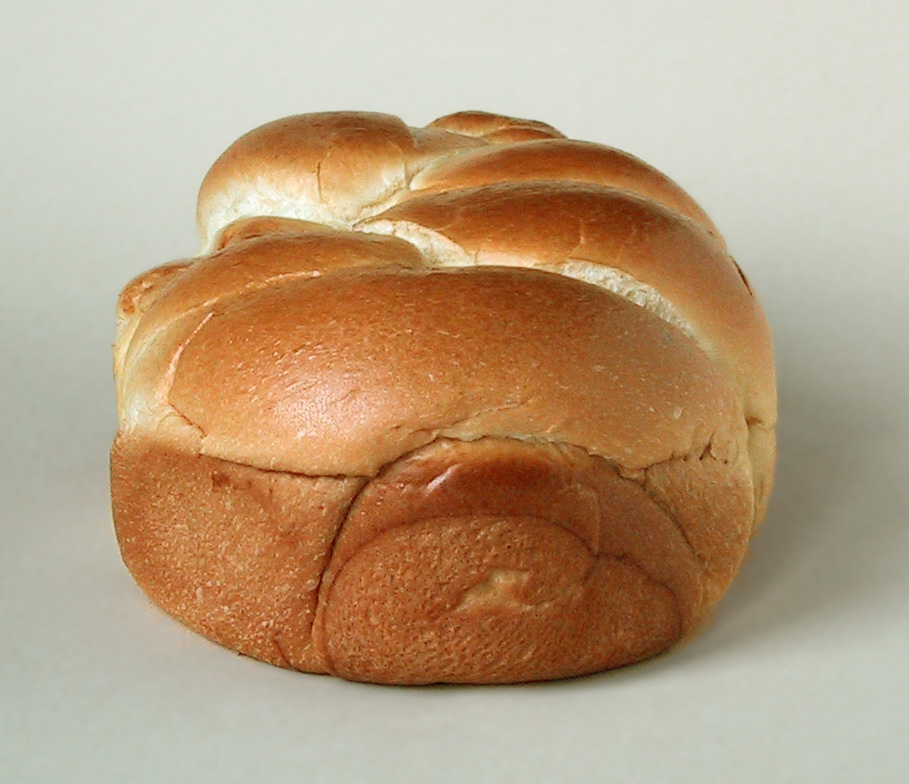
ブリオッシュ
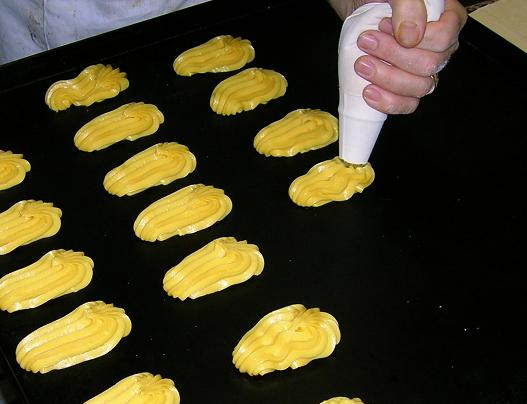
ベニエ

- パン・オ・ショコラ
- パン・オ・レ
- パン・オ・レザン
- シューケット
- デニッシュ
- ビューニュ
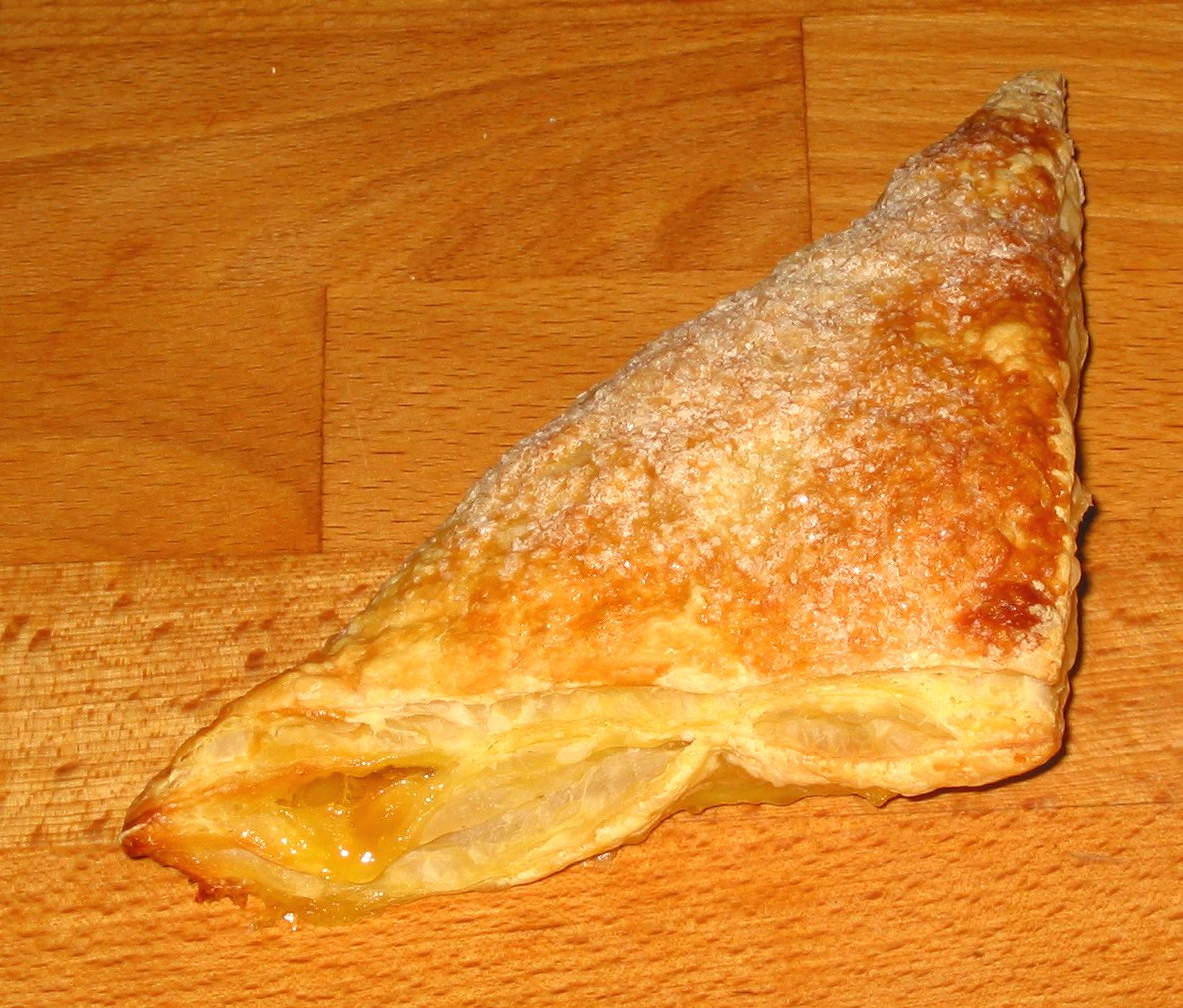
ショーソン・オ・ポム
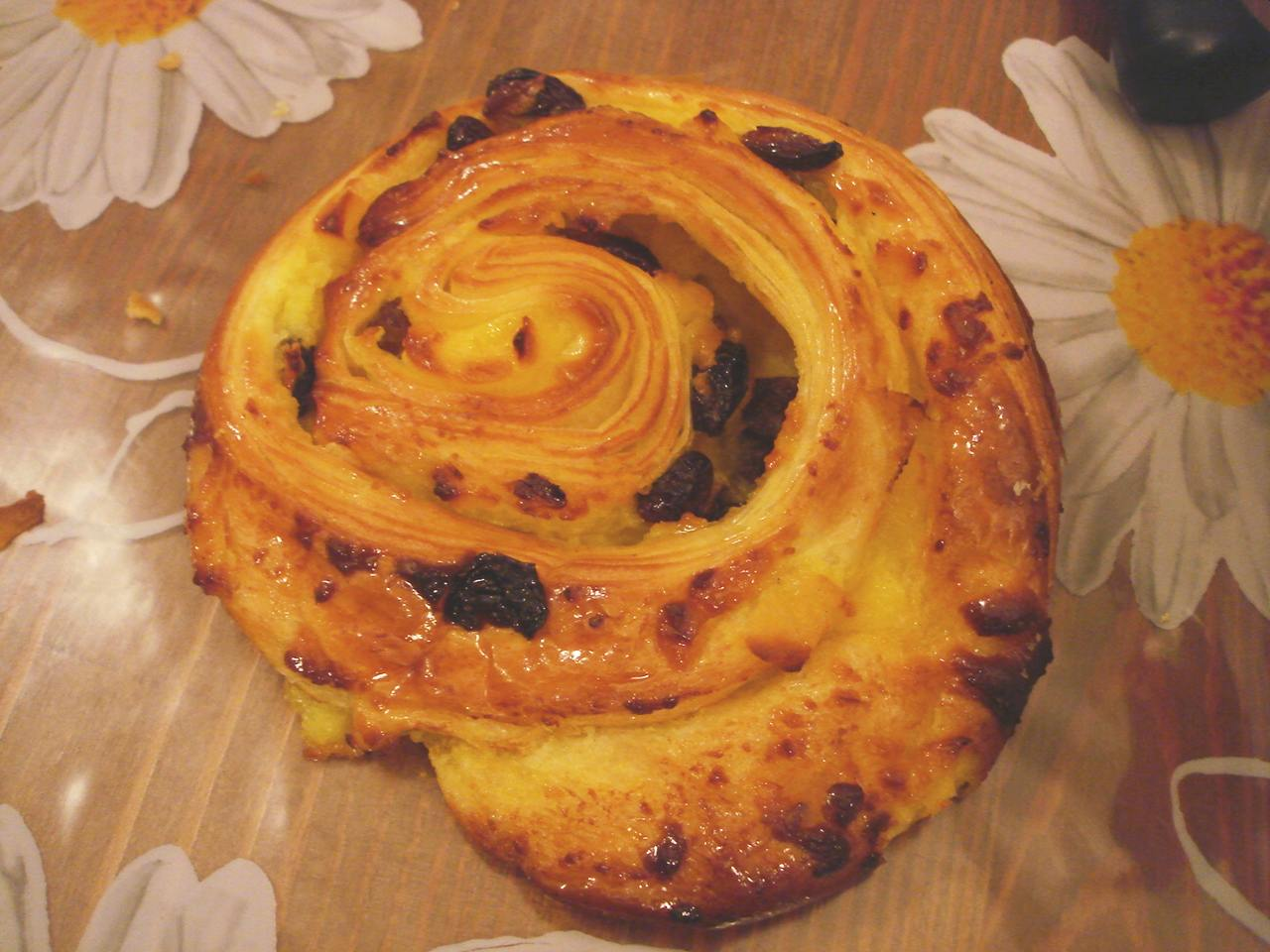
アップル・ターンオーバー

- クロワッサン
- ブリオッシュ
- ベニエ
- アップル・ターンオーバー
- パン・オ・レザン